# Lake Sherwood
Lake Sherwood es un lugar designado por el censo ubicado en el condado de Adams en el estado estadounidense de Wisconsin. En el Censo de 2010 tenía una población de 372 habitantes y una densidad poblacional de 102,3 personas por km².

## Geografía
Lake Sherwood se encuentra ubicado en las coordenadas 44°12′23″N 89°47′17″O / 44.20639, -89.78806. Según la Oficina del Censo de los Estados Unidos, Lake Sherwood tiene una superficie total de 3.64 km², de la cual 2.73 km² corresponden a tierra firme y (24.93%) 0.91 km² es agua.

## Demografía
Según el censo de 2010, había 372 personas residiendo en Lake Sherwood. La densidad de población era de 102,3 hab./km². De los 372 habitantes, Lake Sherwood estaba compuesto por el 97.31% blancos, el 0% eran afroamericanos, el 0.81% eran amerindios, el 1.34% eran asiáticos, el 0% eran isleños del Pacífico, el 0% eran de otras razas y el 0.54% pertenecían a dos o más razas. Del total de la población el 0.27% eran hispanos o latinos de cualquier raza.